# 휠러 드라이든

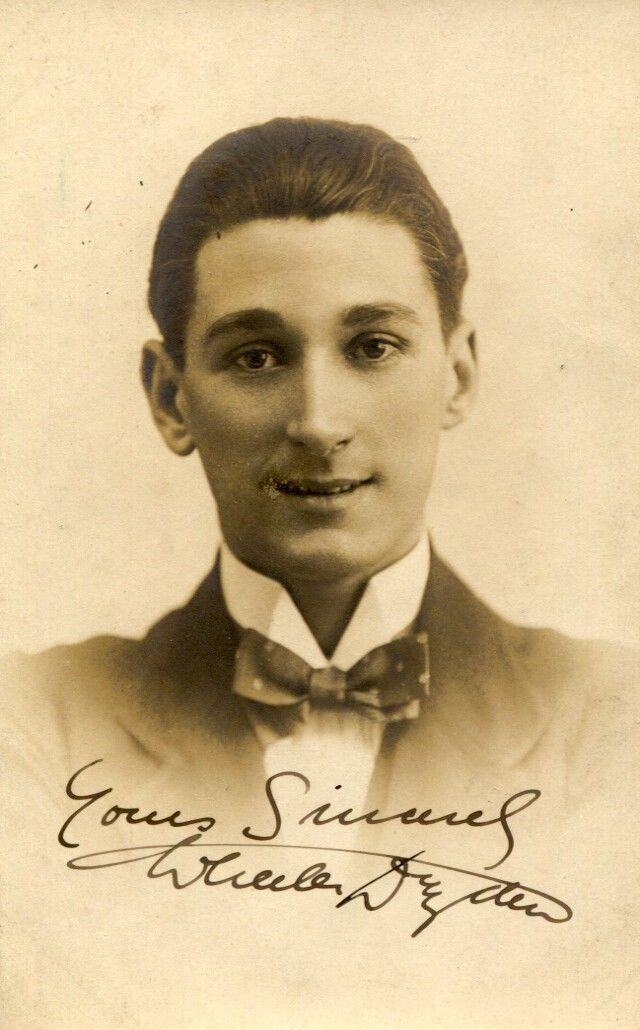

휠러 드라이든(Wheeler Dryden, 1892년 8월 31일 ~ 1957년 9월 30일, 본명: 조지 드라이든 휠러 주니어, George Dryden Wheeler Jr.)은 영국 태생의 미국의 배우이자 영화 감독이다. 한나 채플린의 아들이다. 남동생으로 배우 찰리 채플린과 시드니 채플린이 있다.
1918년 미국으로 이주하여 어머니와 형제들에 합류했다.

## 참여 작품
- 위대한 독재자
- 무슈 베르두
- 라임라이트